# Codici aeroportuali IATA - S

## SA-SD
- SAA Aeroporto civile, Saratoga (Wyoming), Stati Uniti d'America
- SAB Aeroporto Yrausquin, Saba, Paesi Bassi
- SAC Aeroporto Sacramento Executive, Sacramento (California), Stati Uniti d'America
- SAD Aeroporto Municipal, Safford (Arizona), Stati Uniti d'America
- SAE Aeroporto civile, Sangir, Indonesia
- SAF Aeroporto civile, Santa Fe (Nuovo Messico), Stati Uniti d'America
- SAG Aeroporto civile, Sagwon, Stati Uniti d'America
- SAH Aeroporto Internazionale di Sana'a, Yemen
- SAJ Aeroporto civile, Sirajganj, Bangladesh
- SAK Aeroporto civile, Skagafjörður (comune), Islanda
- SAL Aeroporto Internazionale di Ilopango, San Salvador, El Salvador
- SAM Aeroporto civile, Salamo, Papua Nuova Guinea
- SAN Aeroporto Internazionale di San Diego, San Diego (California), Stati Uniti d'America
- SAO Qualunque aeroporto di San Paolo, Brasile
- SAP Aeroporto Internazionale Ramón Villeda Morales, San Pedro Sula, Honduras
- SAQ Aeroporto Nichols Town, San Andros - Andoros Island, Bahamas
- SAR Aeroporto civile, Sparta Community, Stati Uniti d'America
- SAS Aeroporto civile, Salton City, Stati Uniti d'America
- SAT Aeroporto Internazionale di San Antonio (Texas), Stati Uniti d'America
- SAU Aeroporto civile, Sawu, Indonesia
- SAV Aeroporto Internazionale di Savannah/Hilton Head, Savannah (Georgia), Stati Uniti d'America
- SAW Aeroporto Internazionale di Istanbul-Sabiha Gökçen, Istanbul, Turchia
- SAX Aeroporto civile, Sambú, Panama
- SAY Aeroporto di Siena-Ampugnano, Siena, Italia
- SAZ Aeroporto civile, Sasstown Unificaton, Liberia
- SBA Aeroporto Municipale di Santa Barbara, Santa Barbara (California), Stati Uniti d'America
- SBB Aeroporto Barinas, Santa Barbara, Venezuela
- SBC Aeroporto civile, Selbang, Papua Nuova Guinea
- SBD Aeroporto Internazionale di San Bernardino/Norton AFB, San Bernardino (California), Stati Uniti d'America
- SBE Aeroporto civile, Suabi, Papua Nuova Guinea
- SBG Aeroporto Cut Bau, Sabang, Indonesia
- SBH Aeroporto Gustaf III, St. Barthélemy, Antille francesi
- SBI Aeroporto Sambailo, Koundara, Guinea
- SBJ Aeroporto civile, São Mateus, Brasile
- SBK Aeroporto Armor, Saint-Brieuc, Francia
- SBL Aeroporto civile, Santa Ana del Yacuma, Bolivia
- SBM Aeroporto Sheboygan County Memorial, Sheboygan (Wisconsin), Stati Uniti d'America
- SBN Aeroporto civile, South Bend (Indiana), Stati Uniti d'America
- SBO Aeroporto civile, Salina, Stati Uniti d'America
- SBP Aeroporto San Luis Obispo County, San Luis Obispo, Stati Uniti d'America
- SBQ Aeroporto civile, Sibi, Pakistan
- SBR Aeroporto civile, Saibai Island, Australia
- SBS Aeroporto civile, Stemboat Springs (Colorado), Stati Uniti d'America
- SBT Aeroporto civile, San Bernardino (California), Stati Uniti d'America
- SBU Aeroporto civile, Springbok, Sudafrica
- SBV Aeroporto civile, Sabah, Papua Nuova Guinea
- SBW Aeroporto civile, Sibu, Malaysia
- SBX Aeroporto civile, Shelby (Montana), Stati Uniti d'America
- SBY Aeroporto Wicomico County Regional, Salisbury (Maryland), Stati Uniti d'America
- SBZ Aeroporto di Sibiu, Romania
- SCA Aeroporto civile, Santa Catalina, Colombia
- SCB Aeroporto civile, Scribner State, Stati Uniti d'America
- SCC Aeroporto civile, Prudhoe Bay/Deadhorse, Stati Uniti d'America
- SCD Aeroporto civile, Sulaco, Honduras
- SCE Aeroporto civile, State College, Stati Uniti d'America
- SCF Aeroporto civile, Scottsdale, Stati Uniti d'America
- SCG Aeroporto civile, Spring Creek, Australia
- SCI Aeroporto Tachira/Pamarillo, San Cristóbal, Venezuela
- SCJ Aeroporto civile, Smith Cove (Alaska), Stati Uniti d'America
- SCK Aeroporto Stockton Metropolitan, Stockton (California), Stati Uniti d'America
- SCL Aeroporto Comodoro Arturo Merino Benitez, Santiago del Cile, Cile
- SCM Aeroporto civile, Scammon Bay (Alaska), Stati Uniti d'America
- SCN Aeroporto Ensheim, Saarbrücken, Germania
- SCO Aeroporto civile, Aktau, Kazakistan
- SCP Aeroporto civile, Saint-Crépin, Francia
- SCQ Aeroporto Labacolla, Santiago di Compostela, Spagna
- SCR Aeroporto civile, Wilkes-Barre/Scranton, Stati Uniti d'America
- SCS Aeroporto civile Scatsta, Isole Shetland, Regno Unito
- SCT Aeroporto civile, Socotra, Yemen
- SCU Aeroporto Antonio Maceo, Santiago di Cuba, Cuba
- SCV Aeroporto Salcea, Suceava, Romania
- SCW Aeroporto civile, Syktyvkar, Russia
- SCX Aeroporto civile, Salina Cruz, Messico
- SCZ Aeroporto civile, Isole Santa Cruz, Isole Salomone
- SDA Aeroporto Internazionale di Baghdad, Baghdad, Iraq
- SDB Aeroporto civile, Saldanha Bay Langebaan, Sudafrica
- SDC Aeroporto civile, Sandcreek, Guyana
- SDD Aeroporto di Lubango, Lubango, Angola
- SDE Aeroporto civile, Santiago del Estero, Argentina
- SDF Aeroporto Internazionale di Louisville (Kentucky), Stati Uniti d'America
- SDG Aeroporto civile, Sanandaj, Iran
- SDH Aeroporto civile, Santa Rosa de Copán, Honduras
- SDI Aeroporto civile, Saidor, Papua Nuova Guinea
- SDJ Aeroporto civile, Sendai, Giappone
- SDK Aeroporto civile, Sandakan, Malaysia
- SDL Aeroporto Härnösand (Midlanda), Sundsvall, Svezia
- SDM Aeroporto Brown Field Municipal, San Diego (California), Stati Uniti d'America
- SDN Aeroporto Anda, Sandane, Norvegia
- SDO Aeroporto civile, Ryotsu Sado Island, Giappone
- SDP Aeroporto civile, Sand Point (Alaska), Stati Uniti d'America
- SDQ Aeroporto Internazionale Las Américas, Punta Caucedo/Santo Domingo, Repubblica Dominicana
- SDR Aeroporto Parayas, Santander, Spagna
- SDS Aeroporto civile, Sado Shima, Giappone
- SDT Aeroporto civile, Saidu Sharif, Pakistan
- SDU Aeroporto Santos Dumont, Rio de Janeiro, Brasile
- SDV Aeroporto Sde Dov, Tel Aviv-Yafo, Israele
- SDW Aeroporto civile, Sandwip, Bangladesh
- SDX Aeroporto civile, Sedona, Stati Uniti d'America
- SDY Aeroporto civile, Sidney (Montana), Stati Uniti d'America
- SDZ Aeroporto civile, Isole Shetland, Regno Unito

## SE-SL
- SEA Aeroporto Internazionale di Seattle-Tacoma (Washington), Stati Uniti d'America
- SEB Aeroporto civile, Sebha, Libia
- SEC Aeroporto civile, Serre Chevalier, Francia
- SED Aeroporto civile, Sedom Hashnayim, Israele
- SEE Aeroporto civile, San Diego/Gillespie (California), Stati Uniti d'America
- SEF Aeroporto civile, Sebring, Stati Uniti d'America
- SEG Aeroporto Penn Valley, Selinsgrove (Pennsylvania), Stati Uniti d'America
- SEH Aeroporto civile, Senggeh, Indonesia
- SEI Aeroporto civile, Senhor do Bonfim, Brasile
- SEJ Aeroporto civile, Seydisfjordur, Islanda
- SEK Aeroporto civile, Ksar Es Souk, Marocco
- SEL Aeroporto Kimpo International (adesso GMP), Seul, Corea del Sud
- SEM Aeroporto Craig Field Air Force Base, Selma/Craig Field (Alabama), Stati Uniti d'America
- SEN Aeroporto di Londra-Southend, Southend-on-sea, Regno Unito
- SEO Aeroporto civile, Seguela, Costa d'Avorio
- SEP Aeroporto Municipal, Stephenville/Clark Field (Texas), Stati Uniti d'America
- SEQ Aeroporto civile, Sungai Pakning Bengkalis, Indonesia
- SER Aeroporto civile, Seymour Freeman, Stati Uniti d'America
- SES Aeroporto Selfield, Selma (Alabama), Stati Uniti d'America
- SET Aeroporto civile, San Esteban, Honduras
- SEU Aeroporto civile, Seronera, Tanzania
- SEV Aeroporto civile, Sjevjerodonec'k, Ucraina
- SEW Aeroporto civile, Siwa, Egitto
- SEX United States Air Force Operated Base In Foreign Country, Sembach/Finsterwalde, Germania
- SEY Aeroporto civile, Selibabi, Mauritania
- SEZ Aeroporto Internazionale delle Seychelles, Mahé, Seychelles
- SEZ? Aeroporto di Sedona, Sedona, Arizona, Stati Uniti d'America
- SFA Aeroporto Thyna/El Maou, Sfax, Tunisia
- SFB Aeroporto civile, Sanford/Orlando (Florida), Stati Uniti d'America
- SFC Aeroporto civile, Saint Francois, Guadalupa
- SFD Aeroporto civile, San Fernando de Apure, Venezuela
- SFE Aeroporto La Union, San Fernando, Filippine
- SFF Aeroporto Felts Field, Spokane (Washington), Stati Uniti d'America
- SFG Aeroporto di Grand-Case Espérance, Saint-Martin, Guadalupa
- SFH Aeroporto civile, San Felipe, Messico
- SFI Aeroporto civile, Safi, Marocco
- SFJ Aeroporto Kangerlussuaq/Kangerlus Air Base, Sondre Stromfjord, Groenlandia
- SFK Aeroporto civile, Soure, Brasile
- SFL Aeroporto civile, São Filipe - Fogo, Capo Verde
- SFM Aeroporto Automatic Weather Observing/Reporting System, Sanford Municipal (Maine), Stati Uniti d'America
- SFN Aeroporto Sauce Viejo, Santa Fe, Argentina
- SFO Aeroporto Internazionale di San Francisco (California), Stati Uniti d'America
- SFP Aeroporto civile, Surfers Paradise, Australia
- SFQ Aeroporto civile, Şanlıurfa, Turchia
- SFS Aeroporto Weather Station, Subic Bay, Filippine
- SFT Aeroporto civile, Skellefteå, Svezia
- SFU Aeroporto civile, Safia, Papua Nuova Guinea
- SFV Aeroporto civile, Santa Fé do Sul, Brasile
- SFW Aeroporto civile, Santa Fé, Panama
- SFX Aeroporto civile, San Felix, Venezuela
- SGA Aeroporto civile, Sheghnan, Afghanistan
- SGB Aeroporto civile, Singaua, Papua Nuova Guinea
- SGC Aeroporto civile, Surgut, Russia
- SGD Aeroporto civile, Sønderborg, Danimarca
- SGF Aeroporto civile, Springfield (Missouri), Stati Uniti d'America
- SGG Aeroporto civile, Simanggang, Malaysia
- SGI Aeroporto Rafiqui Air Base, Sargodha, Pakistan
- SGJ Aeroporto civile, Sagarai, Papua Nuova Guinea
- SGK Aeroporto civile, Sangapi, Papua Nuova Guinea
- SGL Aeroporto Cavite, Sangley Point, Filippine
- SGM Aeroporto civile, San Ignacio, Messico
- SGN Aeroporto Internazionale Tan Son Nhat, Ho Chi Minh, Vietnam
- SGO Aeroporto civile, St. George, Australia
- SGP Aeroporto civile, Shay Gap, Australia
- SGQ Aeroporto civile, Sanggata, Indonesia
- SGR Aeroporto civile, Sugar Land Hull, Stati Uniti d'America
- SGS Aeroporto civile, Sanga Sanga, Filippine
- SGT Aeroporto Automatic Weather Observing/Reporting System, Stuttgart (Arkansas), Stati Uniti d'America
- SGU Aeroporto civile, Saint George (Utah), Stati Uniti d'America
- SGV Aeroporto civile, Sierra Grande, Argentina
- SGW Aeroporto civile, Saginaw, Stati Uniti d'America
- SGX Aeroporto civile, Songea, Tanzania
- SGY Aeroporto civile, Skagway (Alaska), Stati Uniti d'America
- SGZ Aeroporto civile, Singora, Thailandia
- SHA Aeroporto Internazionale di Shanghai Hongqiao, Shanghai, Cina
- SHB Aeroporto civile, Nakashibetsu, Giappone
- SHC Aeroporto civile, Indaselassie, Etiopia
- SHD Aeroporto civile, Staunton (Virginia), Stati Uniti d'America
- SHE Aeroporto Taokian, Shenyang, Cina
- SHE Aeroporto Dongta, Shenyang, Cina
- SHF Aeroporto civile, Shanhaiguan, Cina
- SHG Aeroporto civile, Shungnak (Alaska), Stati Uniti d'America
- SHH Aeroporto civile, Shishmaref (Alaska), Stati Uniti d'America
- SHI Aeroporto civile, Shimoji-Shima Island, Giappone
- SHJ Aeroporto Sharjah International, Sharjah Dubai, Emirati Arabi Uniti (sito informativo)
- SHK Aeroporto civile, Sehonghong, Lesotho
- SHL Aeroporto civile, Shillong, India
- SHM Aeroporto civile, Nanki Shirahama, Giappone
- SHN Aeroporto Sanderson Field, Shelton (Washington), Stati Uniti d'America
- SHO Aeroporto Internazionale Re Mswati III, Manzini, Swaziland
- SHP Aeroporto civile, Qinhuangdao, Cina
- SHQ Aeroporto civile, Southport, Australia
- SHR Aeroporto civile, Sheridan (Wyoming), Stati Uniti d'America
- SHS Aeroporto civile, Shashi, Cina
- SHT Aeroporto civile, Shepparton, Australia
- SHU Aeroporto civile, Smith Point, Australia
- SHV Aeroporto Shreveport Regional, Shreveport (Louisiana), Stati Uniti d'America
- SHW Aeroporto civile, Sharurah, Arabia Saudita
- SHX Aeroporto civile, Shageluk (Alaska), Stati Uniti d'America
- SHY Aeroporto civile, Shinyanga, Tanzania
- SHZ Aeroporto civile, Seshute's/Seshote, Lesotho
- SIA Aeroporto Xiguan, Xi'an, Cina
- SIB Aeroporto civile, Sibiti, Repubblica del Congo
- SIC Aeroporto civile, Sinope, Turchia
- SID Aeroporto Amilcar Cabral, Isola Sal, Capo Verde
- SIE Aeroporto civile, Sines, Azzorre, Portogallo
- SIF Aeroporto civile, Simra, Nepal
- SIG Aeroporto Fernando Luis Ribas Dominicci, San Juan, Porto Rico
- SIH Aeroporto civile, Silgadi Doti, Nepal
- SII Aeroporto civile, Sidi Ifni, Marocco
- SIJ Aeroporto civile, Siglufjordur, Islanda
- SIK Aeroporto civile, Sikeston Memorial, Stati Uniti d'America
- SIL Aeroporto civile, Sila, Papua Nuova Guinea
- SIM Aeroporto civile, Simbai, Papua Nuova Guinea
- SIN Aeroporto di Singapore-Changi, Changi, Singapore
- SIO Aeroporto civile, Smithton, Australia
- SIP Aeroporto Internazionale di Sinferopoli, Sinferopoli, Ucraina
- SIQ Aeroporto Dabo, Singkep, Indonesia
- SIR Aeroporto civile, Sion, Svizzera
- SIS Aeroporto civile, Sishen, Sudafrica
- SIT Aeroporto Sitka, Sitka, Stati Uniti d'America
- SIU Aeroporto civile, Siuna, Nicaragua
- SIV Aeroporto civile, Contea di Sullivan (Indiana), Stati Uniti d'America
- SIX Aeroporto civile, Singleton (Nuova Galles del Sud), Australia
- SIY Aeroporto Siskiyou, Montague (California), Stati Uniti d'America
- SIZ Aeroporto civile, Sissano, Papua Nuova Guinea
- SJA Aeroporto civile, San Juan, Perù
- SJB Aeroporto civile, San Joaquin, Bolivia
- SJC Aeroporto Internazionale di San Jose (California), Stati Uniti d'America
- SJD Aeroporto Internazionale di Los Cabos, San José del Cabo, Messico
- SJE Aeroporto civile, San José del Guaviare, Colombia
- SJF Aeroporto civile, Saint John, Isole Vergini Americane
- SJG Aeroporto civile, San Pedro Jagua, Colombia
- SJH Aeroporto civile, San Juan Del Cesar, Colombia
- SJI Aeroporto civile, San Jose, Filippine
- SJJ Aeroporto Internazionale di Sarajevo, Bosnia ed Erzegovina
- SJK Aeroporto civile, Sao Jose Dos Campos, Brasile
- SJL Aeroporto civile, Sao Gabriel Da Cachoeira (RS), Brasile
- SJM Aeroporto civile, San Juan de la Maguana, Repubblica Dominicana
- SJN Aeroporto St Johns Industrial Airpark, Saint Johns (Arizona), Stati Uniti d'America
- SJO Aeroporto civile, San José, Costa Rica
- SJO Aeroporto Juan Santamaria International, San Jose/Alajuela, Costa Rica
- SJP Aeroporto civile, Sao Jose Do Rio Preto (SP), Brasile
- SJQ Aeroporto civile, Sesheke, Zambia
- SJR Aeroporto civile, San Juan de Urabá, Colombia
- SJS Aeroporto civile, San José de Chiquitos, Bolivia
- SJT Aeroporto Mathis Field, San Angelo (Texas), Stati Uniti d'America
- SJU Aeroporto internazionale Luis Muñoz Marín, San Juan, Porto Rico
- SJV Aeroporto civile, San Javier, Bolivia
- SJW Aeroporto civile, Shijiazhuang, Cina
- SJX Aeroporto civile, Sartaneja, Belize
- SJY Aeroporto civile, Seinäjoki, Finlandia
- SJZ Aeroporto civile, Sao Jorge Island, Azzorre, Portogallo
- SKA Aeroporto Fairchild Air Force Base, Spokane/Fairchild (Washington), Stati Uniti d'America
- SKB Aeroporto Internazionale Robert L. Bradshaw, Saint Kitts e Nevis
- SKC Aeroporto civile, Suki, Papua Nuova Guinea
- SKD Aeroporto civile, Samarcanda, Uzbekistan
- SKE Aeroporto Geiteryggen, Skien, Norvegia
- SKF Aeroporto Kelly Air Force Base, San Antonio/Kelly (Texas), Stati Uniti d'America
- SKG Aeroporto Makedonia, Salonicco, Grecia
- SKH Aeroporto civile, Surkhet, Nepal
- SKI Aeroporto civile, Skikda, Algeria
- SKJ Aeroporto civile, Sitkinak, Stati Uniti d'America
- SKK Aeroporto civile, Shaktoolik (Alaska), Stati Uniti d'America
- SKL Aeroporto civile, Isola di Skye, Broadford, Regno Unito
- SKM Aeroporto civile, Skeldon, Guyana
- SKN Aeroporto Skagen, Stokmarknes, Norvegia
- SKO Aeroporto Siddiq Abubakar III, Sokoto, Nigeria
- SKP Aeroporto Internazionale di Skopje, Skopje, Macedonia del Nord
- SKQ Aeroporto civile, Sekakes, Lesotho
- SKR Aeroporto civile, Shakiso, Etiopia
- SKS Aeroporto civile, Vojens, Danimarca
- SKT Aeroporto civile, Sialkot, Pakistan
- SKU Aeroporto della Base Aerea, Sciro, Grecia
- SKV Aeroporto civile, Santa Katarina Mt. Sinai, Egitto
- SKW Aeroporto civile, Skwentna (Alaska), Stati Uniti d'America
- SKX Aeroporto di Saransk, Saransk, Russia
- SKY Aeroporto Sandusky, Sandusky Griffing (Ohio), Stati Uniti d'America
- SKZ Aeroporto civile, Sukkur, Pakistan
- SLA Aeroporto civile, Salta, Argentina
- SLB Aeroporto civile, Storm Lake (Iowa), Stati Uniti d'America
- SLC Aeroporto Internazionale di Salt Lake City, Stati Uniti d'America
- SLD Aeroporto civile, Sliač, Slovacchia
- SLE Aeroporto Mcnary Field, Salem (Oregon), Stati Uniti d'America
- SLF Aeroporto civile, Sulayel, Arabia Saudita
- SLG Aeroporto Automatic Weather Observing/Reporting System, Siloam Spring (Arkansas), Stati Uniti d'America
- SLH Aeroporto Vanua Lava, Sola, Vanuatu
- SLI Aeroporto civile, Solwezi, Zambia
- SLJ Aeroporto civile, Chandler Stellar, Stati Uniti d'America
- SLK Aeroporto civile, Saranac Lake (New York), Stati Uniti d'America
- SLL Aeroporto International, Salalah, Oman
- SLM Aeroporto Matacan, Salamanca, Spagna
- SLN Aeroporto civile, Salina (Kansas), Stati Uniti d'America
- SLO Aeroporto civile, Salem-Leckrone, Stati Uniti d'America
- SLP Aeroporto civile, San Luis Potosí, Messico
- SLQ Aeroporto civile, Sleetmute (Alaska), Stati Uniti d'America
- SLR Aeroporto civile, Sulphur Springs (Texas), Stati Uniti d'America
- SLS Aeroporto civile, Silistra, Bulgaria
- SLT Aeroporto civile, Salida (Colorado), Stati Uniti d'America
- SLU Aeroporto George F. L. Charles/Vigie, Castries, Saint Lucia
- SLV Aeroporto civile, Simla, India
- SLW Aeroporto Plan de Guadelupe, Saltillo, Messico
- SLX Aeroporto civile, Salt Cay, Turks e Caicos, IOB
- SLY Aeroporto civile, Salechard, Russia
- SLZ Aeroporto internazionale Marechal Cunha Machado, São Luís, Brasile

## SM-SV
- SMA Aeroporto di Santa Maria, Santa Maria, Azzorre, Portogallo
- SMB Aeroporto civile, Cerro El Sombrero, Cile
- SMC Aeroporto di Sremska Mitrovica, Sremska Mitrovica, Serbia
- SMD Aeroporto civile, Fort Wayne Smith Field, Stati Uniti d'America
- SME Aeroporto Automatic Weather Observing/Reporting System, Somerset (Kentucky), Stati Uniti d'America
- SMF Aeroporto Internazionale di Sacramento, Stati Uniti d'America
- SMG Aeroporto di Santa Maria, Santa Maria, Perù
- SMH Aeroporto civile, Sapmanga, Papua Nuova Guinea
- SMI Aeroporto civile, Samo, Grecia
- SMJ Aeroporto civile, Sim, Papua Nuova Guinea
- SMK Aeroporto civile, Saint Michael (Alaska), Stati Uniti d'America
- SML Aeroporto civile, Stella Maris - Long Island, Bahamas
- SMM Aeroporto civile, Semporna, Malaysia
- SMN Aeroporto Automatic Weather Observing/Reporting System, Salmon/Lemhi (Idaho), Stati Uniti d'America
- SMP Aeroporto civile, Stockholm, Papua Nuova Guinea
- SMQ Aeroporto civile, Sampit, Indonesia
- SMR Aeroporto Internazionale Simón Bolívar, Santa Marta, Colombia
- SMS Aeroporto civile, Île Sainte-Marie, Madagascar
- SMT Aeroporto civile, Sun Moon Lake/Ri Yue Tan, Taiwan
- SMU Aeroporto civile, Sheep Mountain, Stati Uniti d'America
- SMV Aeroporto d'Engadina, Sankt Moritz/Samedan, Svizzera
- SMW Aeroporto civile, Smara, Marocco
- SMX Aeroporto di Santa Maria, Santa Maria (California), Stati Uniti d'America
- SMY Aeroporto civile, Simenti, Senegal
- SMZ Aeroporto civile, Stoelmanseiland, Suriname
- SNA Aeroporto John Wayne, Santa Ana/Orange County/Anaheim, Stati Uniti d'America
- SNB Snake Bay Airport, Milikapiti, Australia
- SNC Aeroporto General Ulpiano Paez, Salinas, Ecuador
- SND Aeroporto civile, Seno, Laos
- SNE Aeroporto Preguica, São Nicolau, Capo Verde
- SNF Aeroporto civile, San Felipe, Venezuela
- SNG Aeroporto civile, San Ignacio de Velasco, Bolivia
- SNH Aeroporto civile, Stanthorpe, Australia
- SNI Aeroporto civile, Sinoe Murray, Liberia
- SNI Aeroporto Sinoe, Greenville, Liberia
- SNJ Aeroporto civile, San Julián, Cuba
- SNK Aeroporto civile, Snyder (Texas), Stati Uniti d'America
- SNL Aeroporto civile, Shawnee Municipal, Stati Uniti d'America
- SNM Aeroporto civile, San Ignacio de Moxos, Bolivia
- SNN Aeroporto Internazionale di Shannon, Shannon/Limerick, Irlanda
- SNO Aeroporto civile, Sakon Nakhon, Thailandia
- SNP Aeroporto civile, Saint Paul Island (Alaska), Stati Uniti d'America
- SNQ Aeroporto civile, San Quintín, Messico
- SNR Aeroporto Montoir, Saint-Nazaire, Francia
- SNS Aeroporto Municipal, Salinas (California), Stati Uniti d'America
- SNT Aeroporto civile, Sabana de Torres, Colombia
- SNU Aeroporto Santa Clara Airport/Air Base, Santa Clara, Cuba
- SNV Aeroporto civile, Santa Elena de Uairén, Venezuela
- SNW Aeroporto civile, Thandwe, Birmania
- SNX Aeroporto civile, Sabana de la Mar, Repubblica Dominicana
- SNY Aeroporto Municipal, Sidney (Nebraska), Stati Uniti d'America
- SOB Aeroporto Balaton, Saarmelleek Aerodrome, Ungheria
- SOC Aeroporto Adisumarmo, Solo City, Indonesia
- SOD Aeroporto civile, Sorocaba, Brasile
- SOE Aeroporto civile, Souanke, Repubblica del Congo
- SOF Aeroporto Vrajdebna International, Sofia, Bulgaria
- SOG Aeroporto Haukasen, Sogndal, Norvegia
- SOH Aeroporto civile, Solita, Colombia
- SOI Aeroporto civile, South Molle Island (Queensland), Australia
- SOJ Aeroporto civile, Sorkjosen, Norvegia
- SOK Aeroporto civile, Semongkong, Lesotho
- SOL Aeroporto civile, Solomon, Stati Uniti d'America
- SOM Aeroporto Anzoategui, San Tome, Venezuela
- SON Aeroporto civile, Espiritu Santo, Vanuatu
- SOO Aeroporto civile, Söderhamn, Svezia
- SOP Aeroporto civile, Southern Pines (Carolina del Nord), Stati Uniti d'America
- SOQ Aeroporto Jefman, Sorong, Indonesia
- SOR Aeroporto civile, Al Thaurah, Siria
- SOT Aeroporto civile, Sodankylä, Finlandia
- SOU Aeroporto di Southampton, Southampton, Regno Unito
- SOV Aeroporto civile, Seldovia (Alaska), Stati Uniti d'America
- SOW Aeroporto civile, Show Low (Arizona), Stati Uniti d'America
- SOX Aeroporto civile, Sogamoso, Colombia
- SOY Aeroporto civile, Stronsay, Regno Unito
- SOZ Aeroporto civile, Solenzara, Francia
- SPB Aeroporto civile, Saint Thomas, Isole Vergini Americane
- SPC Aeroporto civile, Santa Cruz de la Palma, Isole Canarie
- SPD Aeroporto civile, Saidpur, Bangladesh
- SPE Aeroporto civile, Sepulot, Malaysia
- SPF Aeroporto civile, Spearfish/Clyde Ice (Dakota del Sud), Stati Uniti d'America
- SPH Aeroporto civile, Sopu, Papua Nuova Guinea
- SPI Aeroporto civile, Springfield (Illinois), Stati Uniti d'America
- SPJ Aeroporto civile, Sparta, Grecia
- SPK Aeroporto New Chitose International, Sapporo, Giappone
- SPL Aeroporto di Amsterdam-Schiphol, Amsterdam, Paesi Bassi
- SPN Aeroporto Saipan International, Saipan, Isole Marianne Settentrionali
- SPP Aeroporto civile, Menongue, Angola (sito informativo)
- SPQ Aeroporto civile, San Pedro, Stati Uniti d'America
- SPR Aeroporto civile, San Pedro, Belize
- SPS Sheppard Air Force Base, Wichita Falls (Texas), Stati Uniti d'America
- SPT Aeroporto civile, Sipitang, Malaysia
- SPU Aeroporto di Spalato-Castelli, Spalato, Croazia
- SPV Aeroporto civile, Sepik Plains, Papua Nuova Guinea
- SPW Aeroporto civile, Spencer (Iowa), Stati Uniti d'America
- SPX Aeroporto civile, Houston Spaceland, Stati Uniti d'America
- SPY Aeroporto civile, San Pedro, Costa d'Avorio
- SPZ Aeroporto civile, Springdale (Arkansas), Stati Uniti d'America
- SQB Aeroporto civile, Santa Ana, Colombia
- SQC Aeroporto civile, Southern Cross, Australia
- SQE Aeroporto civile, San Luis de Palenque, Colombia
- SQF Aeroporto civile, Solano, Colombia
- SQG Aeroporto civile, Sintang, Indonesia
- SQI Aeroporto civile, Sterling (Illinois), Stati Uniti d'America
- SQJ Aeroporto civile, Shehdi, Etiopia
- SQL Aeroporto civile, San Carlos (Contea di San Mateo), Stati Uniti d'America
- SQM Aeroporto civile, São Miguel do Araguaia, Brasile
- SQN Aeroporto civile, Sanana, Indonesia
- SQO Aeroporto civile, Storuman, Svezia
- SQP Aeroporto civile, Starcke, Australia
- SQQ Aeroporto Internazionale di Šiauliai, Lituania
- SQR Aeroporto civile, Soroako, Indonesia
- SQU Aeroporto civile, Saposoa, Perù
- SQV Aeroporto civile, Sequim, Stati Uniti d'America
- SQW Aeroporto civile, Skive, Danimarca
- SQX Aeroporto civile, São Miguel do Oeste, Brasile
- SQY Aeroporto civile, São Lourenço do Sul, Brasile
- SRA Aeroporto civile, Santa Rosa, Brasile
- SRB Aeroporto civile, Santa Rosa de Abuna, Bolivia
- SRC Aeroporto civile, Searcy, Stati Uniti d'America
- SRD Aeroporto civile, San Ramón, Bolivia
- SRE Aeroporto civile, Sucre Juana Azurduy de Padilla, Bolivia
- SRG Aeroporto Achmadyani, Semarang, Indonesia
- SRH Aeroporto di Sarh, Sarh, Ciad
- SRI Aeroporto di Samarinda, Samarinda, Indonesia
- SRJ Aeroporto civile, San Borja, Bolivia
- SRK Aeroporto civile, Sierra Leone, Sierra Leone
- SRL Aeroporto civile, Santa Rosalia, B. C. S., Messico
- SRM Aeroporto civile, Sandringham, Australia
- SRN Aeroporto civile, Strahan, Australia
- SRO Aeroporto civile, Santana Ramos, Colombia
- SRP Aeroporto civile di Stord-Sørstokken, Norvegia
- SRQ Aeroporto civile, Sarasota/Bradenton (Florida), Stati Uniti d'America
- SRS Aeroporto civile, San Marcos, Colombia
- SRT Aeroporto civile, Soroti, Uganda
- SRV Aeroporto civile, Stony River (Alaska), Stati Uniti d'America
- SRW Aeroporto civile, Salisbury, Stati Uniti d'America
- SRX Aeroporto civile, Sert, Libia
- SRY Aeroporto civile, Sary, Iran
- SRZ Aeroporto Internazionale Viru Viru, Santa Cruz de la Sierra, Bolivia
- SSA Aeroporto Dois de Julho, Salvador (Bahia), Brasile
- SSB Aeroporto civile, Saint Croix, Isole Vergini Americane
- SSD Aeroporto civile, San Felipe, Colombia
- SSE Aeroporto civile, Sholapur, India
- SSF Aeroporto municipale di Stinson, San Antonio (Texas), Stati Uniti d'America
- SSG Aeroporto Internazionale di Santa Isabel, Malabo, Guinea Equatoriale
- SSG Aeroporto Macias Island, Malabo, Guinea Equatoriale
- SSH Aeroporto Internazionale di Sharm el-Sheikh, Sharm El Sheikh, Egitto
- SSI Aeroporto Mc Kinnon, Brunswick (Georgia), Stati Uniti d'America
- SSJ Aeroporto Stokka, Sandnessjøen, Norvegia
- SSK Aeroporto civile, Sturt Creek, Australia
- SSL Aeroporto civile, Santa Rosalia, Colombia
- SSM Aeroporto civile, Sault Sainte Marie, Stati Uniti d'America
- SSN Aeroporto Sinchorni Ab, Seul Est, Corea del Sud
- SSO Aeroporto civile, São Lourenço, Brasile
- SSP Aeroporto civile, Silver Plains, Australia
- SSQ Aeroporto civile, La Sarre (Quebec), Canada
- SSR Aeroporto civile, Sara, Vanuatu
- SSS Aeroporto civile, Siassi, Papua Nuova Guinea
- SST Aeroporto civile, Santa Teresita, Argentina
- SSV Aeroporto civile, Siasi, Filippine
- SSW Aeroporto civile, Stuart Island, Stati Uniti d'America
- SSX Aeroporto civile, Samsun, Turchia
- SSY Aeroporto civile, M'banza Congo, Angola (sito informativo)
- SSZ Aeroporto civile, Santos, Brasile
- STA Aeroporto civile, Stauning, Danimarca
- STB Aeroporto Zulia, Santa Bárbara del Zulia, Venezuela
- STC Aeroporto Municipale di Saint Cloud, Saint Cloud (Minnesota), Stati Uniti d'America
- STD Aeroporto Santo Domingo Airport/Air Base, Santo Domingo, Venezuela
- STF Aeroporto civile, Stephen Island, Australia
- STG Aeroporto civile, Saint George Island (Alaska), Stati Uniti d'America
- STH Aeroporto civile, Strathmore, Australia
- STI Aeroporto Internazionale del Cibao, Santiago de los Caballeros, Repubblica Dominicana
- STJ Aeroporto Rosecrans Memorial, Saint Joseph, Stati Uniti d'America
- STK Aeroporto civile, Sterling (Colorado), Stati Uniti d'America
- STL Aeroporto Internazionale Lambert-St. Louis, Saint Louis, Stati Uniti d'America
- STM Aeroporto civile, Santarém (Pará), Brasile
- STN Aeroporto Stansted, Londra, Regno Unito
- STO Qualunque aeroporto di Stoccolma, Svezia
- STP Aeroporto civile, Minneapolis, Stati Uniti d'America
- STR Aeroporto Echterdingen, Stoccarda, Germania
- STS Aeroporto civile, Santa Rosa (California), Stati Uniti d'America
- STT Aeroporto Cyril E. King, Charlotte Animalie/Saint Thomas Island, Isole Vergini Americane
- STU Aeroporto civile, Santa Cruz, Belize
- STV Aeroporto civile, Surat, India
- STW Aeroporto civile, Stavropol', Russia
- STX Aeroporto Internazionale Henry E. Rohlsen/ALEXANDER HAMILTON, Saint Croix, Isole Vergini Americane
- STY Aeroporto Departamental de Salto, Salto, Uruguay
- STZ Aeroporto civile, Santa Terezinha, Brasile
- SUA Aeroporto civile, Stuart, Stati Uniti d'America
- SUB Aeroporto Juanda, Surabaya, Indonesia
- SUC Aeroporto civile, Sundance Schloredt, Stati Uniti d'America
- SUD Aeroporto civile, Stroud, Stati Uniti d'America
- SUE Aeroporto civile, Sturgeon Bay (Wisconsin), Stati Uniti d'America
- SUF Aeroporto Internazionale Sant'Eufemia, Lamezia Terme, Italia
- SUG Aeroporto civile, Surigao Del Norte, Filippine
- SUH Aeroporto civile, Suriname, Oman
- SUI Aeroporto Dranda, Sukhumi, Georgia
- SUJ Aeroporto di Satu Mare, Satu Mare, Romania
- SUK Aeroporto civile, Samchok, Corea del Sud
- SUL Aeroporto civile, Sui, Pakistan
- SUM Aeroporto Shaw Air Force Base, Sumter (Carolina del Sud), Stati Uniti d'America
- SUM? Hagåtña, Guam, Stati Uniti d'America
- SUN Aeroporto civile, Sun Valley (Idaho), Stati Uniti d'America
- SUP Aeroporto civile, Sumenep Trunojoyo, Indonesia
- SUQ Aeroporto civile, Sucua, Ecuador
- SUR Aeroporto civile, Summer Beaver (OT), Canada
- SUS Aeroporto Spirit Of St Louis, Saint Louis, Stati Uniti d'America
- SUT Aeroporto civile, Sumbawanga, Tanzania
- SUV Aeroporto Nausori International, Suva, Figi
- SUW Aeroporto civile, Duluth Mn/superior Bong, Stati Uniti d'America
- SUX Aeroporto di Sioux Gateway, Sioux City (Iowa), Stati Uniti d'America
- SUY Aeroporto civile, Sudureyri, Islanda
- SUZ Aeroporto civile, Súria, Papua Nuova Guinea
- SVA Aeroporto civile, Savoonga, Stati Uniti d'America
- SVB Aeroporto civile, Sambava, Madagascar
- SVC Aeroporto civile, Silver City (Nuovo Messico), Stati Uniti d'America
- SVD Aeroporto civile, St. Vincent, Saint Vincent e Grenadine
- SVE Aeroporto Municipal, Susanville, Stati Uniti d'America
- SVF Aeroporto civile, Savè, Benin
- SVG Aeroporto Sola, Stavanger, Norvegia
- SVH Aeroporto civile, Statesville, Stati Uniti d'America
- SVI Aeroporto civile, San Vicente Del Caguan, Colombia
- SVJ Aeroporto Helle, Svolvær, Norvegia
- SVK Aeroporto civile, Silver Creek, Belize
- SVL Aeroporto civile, Savonlinna, Finlandia
- SVM Aeroporto civile, St. Paul's Mission, Australia
- SVN Aeroporto Hunter Army Air Field, Savannah/Hunter (Georgia), Stati Uniti d'America
- SVO Aeroporto di Mosca-Šeremet'evo, Mosca, Russia
- SVP Aeroporto Bie Silva Porto, Kuito, Angola (sito informativo)
- SVQ Aeroporto San Pablo, Siviglia, Spagna
- SVR Aeroporto civile, Svay Rieng, Cambogia
- SVS Aeroporto civile, Stevens Village (Alaska), Stati Uniti d'America
- SVU Aeroporto civile, Savu Savu, Figi
- SVV Aeroporto civile, San Salvador de Paul, Venezuela
- SVW Sparrevohn LRRS Airways Facilities Sector, Sparrevohn (Alaska), Stati Uniti d'America
- SVX Aeroporto di Ekaterinburg-Kol'covo, Russia
- SVY Aeroporto civile, Savo, Isole Salomone
- SVZ Aeroporto di San Antonio, San Antonio, Venezuela

## SW-SZ
- SWA Aeroporto civile, Shantou, Cina
- SWB Aeroporto civile, Shaw River, Australia
- SWC Aeroporto civile, Stawell, Australia
- SWD Aeroporto civile, Seward (Alaska), Stati Uniti d'America
- SWE Aeroporto civile, Siwea, Papua Nuova Guinea
- SWF Aeroporto di New York-Stewart, Newburgh (New York), Stati Uniti d'America
- SWG Aeroporto civile, Satwag, Papua Nuova Guinea
- SWH Aeroporto civile, Swan Hill, Australia
- SWI Aeroporto civile, Swindon, Regno Unito
- SWJ Aeroporto civile, South West Bay, Vanuatu
- SWK Aeroporto civile, Milano Segrate, Italia
- SWM Aeroporto civile, Suia-Missu, Brasile
- SWN Aeroporto civile, Sahiwal, Pakistan
- SWO Aeroporto Stillwater Municipal, Stillwater (Oklahoma), Stati Uniti d'America
- SWP Aeroporto civile, Swakopmund, Namibia
- SWP Aeroporto Siteka, Swakopmund, Namibia
- SWQ Aeroporto civile, Sumbawa, Indonesia
- SWR Aeroporto civile, Silur, Papua Nuova Guinea
- SWS Aeroporto civile, Swansea, Regno Unito
- SWT Aeroporto civile, Strzhewoi, Russia
- SWU Aeroporto AB, Suwon, Corea del Sud
- SWW Aeroporto civile, Sweetwater (Texas), Stati Uniti d'America
- SWX Aeroporto civile, Shakawe, Botswana
- SWY Aeroporto civile, Sitiawan, Malaysia
- SXA Aeroporto civile, Sialum, Papua Nuova Guinea
- SXB Aeroporto Entzheim International, Strasburgo, Francia
- SXC Aeroporto civile, Catalina Is. Avalo Vor/wp, Stati Uniti d'America
- SXD Aeroporto civile, Sophia Antipolis Hlpt, Francia
- SXE Aeroporto civile, Sale, Australia
- SXF Aeroporto Schönefeld, Berlino, Germania (sostituito da BER nel 2016)
- SXG Aeroporto civile, Senanga, Zambia
- SXH Aeroporto civile, Sehulea, Papua Nuova Guinea
- SXI Aeroporto civile, Sirri Island, Iran
- SXJ Aeroporto civile, Shanshan, Cina
- SXK Aeroporto civile, Saumlaki, Indonesia
- SXL Aeroporto civile, Sligo, Irlanda
- SXM Aeroporto Internazionale Principessa Juliana, Philipsburg Sint Maarten
- SXN Aeroporto civile, Sua-Pan, Botswana
- SXO Aeroporto civile, São Félix do Araguaia, Brasile
- SXP Aeroporto civile, Sheldon Point (Alaska), Stati Uniti d'America
- SXQ Aeroporto civile, Soldotna (Alaska), Stati Uniti d'America
- SXR Aeroporto civile, Srinagar, India
- SXS Aeroporto civile, Sahabat 16, Malaysia
- SXT Aeroporto civile, Taman Negara, Malaysia
- SXU Aeroporto civile, Soddu, Etiopia
- SXW Aeroporto civile, Sauren, Papua Nuova Guinea
- SXX Aeroporto civile, São Félix do Xingu, Brasile
- SXY Aeroporto civile, Sidney, Stati Uniti d'America
- SXZ Aeroporto civile, Siirt, Turchia
- SYA Aeroporto Shemya Island Air Force Base - Eareckson As, Shemya (Alaska), Stati Uniti d'America
- SYB Aeroporto civile, Seal Bay (Alaska), Stati Uniti d'America
- SYD Aeroporto Internazionale Kingsford Smith, Mascot/Sydney, Australia
- SYE Aeroporto civile, Sa Dah, Yemen
- SYH Aeroporto del Syangboche, Namche Bazar, Nepal
- SYI Aeroporto civile, Shelbyville, Stati Uniti d'America
- SYK Aeroporto civile, Stykkishólmur, Islanda
- SYM Aeroporto civile, Simao, Cina
- SYN Aeroporto civile, Stanton Carleton, Stati Uniti d'America
- SYO Aeroporto civile, Shōnai, Giappone
- SYR Aeroporto Hancock International, Syracuse (New York), Stati Uniti d'America
- SYS Aeroporto civile, Sunchon Yosu, Corea del Sud
- SYT Aeroporto civile, Saint-Yan, Francia
- SYU Aeroporto civile, Sue Island Warraber, Australia
- SYV Aeroporto civile, Sylvester (Georgia (Stati Uniti d'America)) Stati Uniti d'America
- SYW Aeroporto civile, Sehwen Sharif/Sehwan Sharif, Pakistan
- SYX Aeroporto civile, Sanya, Cina
- SYY Aeroporto civile, Stornoway, Regno Unito
- SYZ Aeroporto Internazionale di Shiraz, Shiraz, Iran
- SZA Aeroporto civile, Soyo, Angola
- SZB Aeroporto Sultano Abdul Aziz Shah, Subang, Malaysia, vicino a Kuala Lumpur (viene formalmente usato KUL1)
- SZC Aeroporto civile, Santa Cruz, Costa Rica
- SZF Aeroporto civile, Samsun, Turchia
- SZG Aeroporto Wolfgang Amadeus Mozart, Salzburg Maxglan, Austria
- SZH Aeroporto civile, Senipah, Indonesia
- SZK Aeroporto civile, Skukuza, Sudafrica
- SZN Aeroporto civile, Isola di Santa Cruz, California, Stati Uniti d'America
- SZO Aeroporto civile, Shanzhou, Cina
- SZP Aeroporto civile, Santa Paula, Stati Uniti d'America
- SZQ Aeroporto civile, Sáenz Peña, Argentina
- SZR Aeroporto International, Stara Zagora, Bulgaria
- SZS Aeroporto civile, Stewart Island, Nuova Zelanda
- SZU Aeroporto civile, Ségou, Mali
- SZX Aeroporto Huangtian, Shenzhen, Cina
- SZY Aeroporto civile, Szczytno, Polonia
- SZZ Aeroporto Goleniow, Stettino, Polonia